# Jasper (Indiana)
Jasper település az Amerikai Egyesült Államok Indiana államában, Dubois megyében, melynek megyeszékhelye is. Lakosainak száma 16 703 fő (2020. április 1.).

## Népesség
A település népességének változása:

| 2010 | 15 038 |
| 2020 | 16 703 |